# Los días de junio
 Los días de junio és una pel·lícula de l'Argentina filmada en Eastmancolor dirigida per Alberto Fischerman sobre el seu propi guió escrit en col·laboració amb el guió de Marina Gaillard i Gustavo Wagner (Alberto Fischerman) que es va estrenar el 13 de juny de 1985 i que va tenir com a actors principals a Norman Briski, Víctor Laplace, Lorenzo Quinteros, Arturo Maly i Ana María Picchio.

## Argument
Un actor que estava exiliat en raó del govern dictatorial, torna al seu país en l'època de la Guerra de les Malvines i es retroba amb els seus amics.

## Repartiment
Van participar del film els següents intèrprets:
- Guido Almerighi
- Mercedes Alonso
- José Andrada
- Juan José Aquino
- Gladys Aristimuño
- Guillermo Battaglia
- Joaquín Bonet
- Aldo Braga
- Mariana Briski
- Norman Briski com Emilio
- Adrián De Piero
- Ethel Duarte
- Ricardo Fasan
- José Luis Fernández
- Teresa Ferri
- Ricardo Félix
- Elena Gaidin
- Mónica Galán
- Gustavo Garzón
- Fabián Gianola
- Agustina Herrera
- Liliana Kolinsky
- Víctor Laplace
- Inda Ledesma
- Marcelo Magaldi
- Arturo Maly com Jorge
- Luis Marangoni
- Anahí Martella
- Haydée Mascaro
- Pablo Moret
- Ariel Marcelo Nacache Polat
- Armando Parente
- Américo Pellizari
- Ana María Picchio
- Carlos Piromaki
- Lorenzo Quinteros
- Carlos Roffé
- Néstor Rosendo
- Ariel Rosner
- Carlos Salegh
- Carlos Silva
- Mari Tapia
- Jorge Teicher
- Carlos Thiel
- José Tolomei
- Silvia Ucha
- Pía Uribelarrea
- Carlos Uriona
- Julia von Grolman
- Fernando Wein Schalbaum

## Premis i distincions
Festival Internacional de Cinema de Sant Sebastià
| Any  | Categoria      | Pel·lícula        | Resultat  |
| ---- | -------------- | ----------------- | --------- |
| 1985 | Premi FIPRESCI | Los días de junio | Guanyador |

En el Festival Tricontinental de Cinema de Nantes (França) de 1985 la pel·lícula va rebre un Premi Especial del jurat i va ser seleccionada per a competir pel Montgolfiere d'Or.

## Comentaris
Fernando López en La Nación va opinar:
| « | «Intenció al·legòrica en un film nacional de depurat llenguatge… la seva proposta és prou provocativa com per a estimular la reflexió o alimentar la controvèrsia.» | » |

Clarín va dir:
| « | «Entre la severidad y la angustia… película de infrecuente calidad, reflexiona sobre el exilio, la marginación y condena en la dramática realidad argentina de los últimos años» | » |

Manrupe i Portela escriuen:
| « | «Entre les pel·lícules que millor tracten la transició a la democràcia. La psicologia dels personatges és creïble, les situacions recognoscibles i alguns moments d'aquests homes amb la seva bandera particular tenen un vol molt especial.» | » |